# Tharra evansi
Tharra evansi är en insektsart som beskrevs av Nielson 1975. Tharra evansi ingår i släktet Tharra och familjen dvärgstritar. Inga underarter finns listade i Catalogue of Life.